# Jameszoo
Jameszoo is de artiestennaam van Mitchel van Dinther uit 's-Hertogenbosch als producer van experimentele, elektronische jazz.

## Biografie
Voor zijn carrière als muzikaal producer was Mitchel van Dinther een fanatiek sporter. Hij werd Nederlands kampioen en twee keer twaalf-landenkampioen met taekwondo. Voor de sport vocht hij ook veel wedstrijden in het buitenland. Hij stopte met taekwondo nadat hij geblesseerd raakte en langzaam maakte hij de overstap naar een muzikale carrière. De interesse voor de muziek en het genre begon voor van Dinther in een kroeg in Den Bosch, de Cordes, waar stadsgenoten Cinnaman en Aardvarck vaak muziek van Madlib en J-Dilla draaiden. Hij startte zijn carrière als DJ in zijn geboortestad.
In 2013 ging hij naar de Red Bull Music Academy in New York, waar hij de mogelijkheid kreeg met mensen samen te werken die hij in Nederland niet zou ontmoeten. Tijdens zijn verblijf in New York ontmoette hij Flying Lotus, Amerikaanse beatproducer en eigenaar van het label Brainfeeder. Hij werkte in dit jaar ook samen met Flying Lotus-bassist Thundercat, Hannibal en draaide hij meerdere keren met The Gaslamp Killer. Nadat in 2014 de eerste connectie met het label Brainfeeder werd gelegd, volgde een radiostilte. Tijdens deze periode werkte Jameszoo aan een project wat uiteindelijk zijn debuutalbum werd. Om zijn creatieve vrijheid in het project te behouden maakte hij deze zonder van tevoren een platendeal af te sluiten. Pas toen het album bijna af was zocht het opnieuw contact op met het label van Flying Lotus.
Na het uitbrengen van een single en drie ep's bij verschillende labels, ondertekende hij een contract bij Brainfeeder Records. Hier bracht hij in mei van 2016 zijn eerste album uit: Fool.
Begin 2017 ontving hij de “John Peel Play More Jazz” – award tijdens Gilles Peterson’s WorldWide awards evenement.

## Muzikale stijl
Jameszoo staat bekend om zijn innovatieve en experimentele stijl. Waar hij eerder kleurrijke elektronische beats produceerde, sloeg hij met zijn nieuwe album een nieuwe richting in. Zelf omschrijft hij zijn nieuwe muziek als ‘naïeve computerjazz’. “Naïeve computerjazz ja. Ik wil niet iets claimen wat ik niet ben. Daarom kies ik bijvoorbeeld ook voor tracktitels die niet pretentieus zijn. Er zitten geen diepere gedachtes achter, had ik dat soort ingevingen maar een keer. Tegelijkertijd zullen mensen het daarom ook laten liggen: juist omdat het helemaal niets presenteert en een hoop bij elkaar geraapte comedy is.”

## Discografie

### 2011-2012
In 2011 kwam zijn eerste single uit bij het Amsterdamse label Kindred Spirits: Leaf People/Krinshnan Feathers. Bij dit label bracht hij in 2012 ook zijn eerste ep uit, met de naam Guanyin Psittacines. Zijn tweede ep - Faaveelaa - bracht hij ook in 2012 uit, dit keer bij het label Rwina Records. Na het maken van deze twee ep's werd hij aangenomen op het conservatorium in Den Haag. Hier is hij uiteindelijk nooit naar toe gegaan.

### 2013-2014
In 2013, het jaar van de Red Bull Music Academy, bracht Jameszoo bij Rwina Records de Jheronimus ep uit, een ode aan Bossche kunstschilder Jheronimus Bosch. Hoewel hij in dit jaar met onder andere Thundercat en Hannibal in de studio zat, staan zij niet op deze ep. In plaats daarvan laat Van Dinther weten hier een aparte ep van te gaan maken. In Engeland kreeg hij onder meer support van radio-man en platenbaas Gilles Peterson, die het nummer Poek een paar keer op zijn radiostation draaide.

### 2016
Jameszoo’s eerste album, Fool, werd in mei 2016 uitgebracht onder het label Brainfeeder. Van Dinther kende al een aantal artiesten van dit label van de Red Bull Music Academy in 2013. Hij mailde de hele plaat naar het label, met de vraag of ze hem wilden helpen met het uitbrengen van het album. Vanuit het platenlabel kwam direct een reactie; zonder revisies wilden zij Fool de wereld in helpen. Van Dinther stond eigenlijk op het punt bij een ander label te tekenen, maar toen gingen ze bij Brainfeeder in een keer overstag.
In tegenstelling tot zijn eerdere werk spelen elektronica en beats een kleine rol. Voor het album richt hij zich nog meer op jazz en maakte hij complexere muziekstukken. Hij vertelt: “Als je met jazz en gecomponeerde muziek bezig gaat, een genre waar toch wel een stigma omheen hangt, moet je wel weten waar je mee bezig bent. Je zit toch aan een soort cultureel erfgoed. Als je dan ineens zegt dat je daar de nieuwe lichting in bent, wil dat nog weleens in het verkeerde keelgat schieten.”
Fool begon als een simpel debuutalbum, maar groeide uit tot een album met een diepe, onderliggende betekenis. De belangrijkste inspiratie voor het album was het menselijke limiet en ons gevecht om iets te bereiken. Dit gaf van Dinther de nodige inspiratie om een werk te creëren dat zowel persoonlijk, als herkenbaar is. Zoals Jameszoo zelf zegt: “Fool is een product van het eens worden met mijzelf.” Tijdens het proces werd van Dinther geobsedeerd met klassieke jazz albums van Steve Kuhn (1971’s Steve Kuhn), Arthur Verocai (1972’s Arthur Verocai), en Robert Wyatt (1974’s Rock Bottom). Van Dinther haalde niet alleen inspiratie uit deze werken, maar nam ook contact op met de artiesten en werkte uiteindelijk samen met Steve Kuhn en Arthur Verocai. De melodieën, composities en het karakter van deze albums zorgde ervoor dat van Dinther zijn eigen werkwijze onder de loep nam. Hij nam afstand van zijn kleurrijke elektronische producties waar hij om bekend stond. “Waar elektronische muziek eerst de basis was voor mijn componeren, is het nu maar een instrument onder vele andere instrumenten."
Van Dinther nam verschillende geluiden op en bedacht nieuwe instrumenten voor Fool. Voor een van de nummers gebruikte hij een visdraad die hij met wax insmeerde om ‘zwevende tonen’ te creëren, en een versterkte triangel die klinkt als een synthesizer. Van Dinther: „Er zijn bijna geen spontane momenten op die plaat, alles is compleet doordacht. Ik heb niks opgenomen met de hele band, alleen individuele partijen waarmee ik dan later een track in elkaar heb gezet.”
In 2017 bracht hij nog eens een ep uit, genaamd Flake, met adaptaties en remixes van een van de nummers die op Fool te vinden is en een aantal nieuwe producties.